# Corus parvus
Corus parvus là một loài bọ cánh cứng trong họ Cerambycidae.